# Vieska nad Žitavou
Vieska nad Žitavou es un municipio del distrito de Zlaté Moravce en la región de Nitra, Eslovaquia, con una población estimada a final del año 2024 de 436 habitantes.
Se encuentra ubicado al noreste de la región, a unos 120 km al este de Bratislava, cerca de la frontera con las regiones de Banská Bystrica y Trenčín.

## Demografía
| Año        | 1994 | 2004     | 2014    | 2024    |
| ---------- | ---- | -------- | ------- | ------- |
| Población  | 498  | 442      | 466     | 436     |
| Diferencia |      | −11,24 % | +5,42 % | −6,43 % |

| Año        | 2023 | 2024    |
| ---------- | ---- | ------- |
| Población  | 452  | 436     |
| Diferencia |      | −3,53 % |